# Гравитон
За литературната награда вижте Гравитон (награда).
Гравитонът е хипотетична елементарна частица, квант - носител на гравитационното взаимодействие. Той е елементарна частица без електрически заряд със спин 2 и две възможни направления на поляризация.
В настояще време отсъства пълноценна теория на квантовата гравитация, но се счита за възможно квантуването на слаби възбуждания на гравитационното поле. В рамките на такава линейна теория, гравитонът е именно това възбуждане. Поради факта, че гравитационното взаимодействие е изключително слабо, експерименталното наблюдаване на отделни гравитони е все още невъзможно.
Хипотезата за съществуването на гравитони се появява благодарение на успеха на квантовата теория на полето (и особено на Стандартния модел) при моделирането на останалите фундаментални взаимодействия с помощта на подобни частици: фотоните в електромагнитното взаимодействие, глуоните в силното взаимодействие, W и Z бозоните в слабото взаимодействие. По аналогия, за гравитационното взаимодействие също трябва да има частица.
Обаче опитите да бъде разширен Стандартния модел с гравитоните се натъква на сериозни теоретически сложности в областта на високите енергии (равни или надвишаващи енергията на Планк). На решаването на този въпрос са посветени няколко теории на квантовата гравитация и в частност теорията на струните. Според нея гравитоните (също както и другите частици) представляват не точкови частици, а състояния на струни, при това не се появят горните проблеми при високите енергии, а в същото време при ниски енергии гравитоните могат да се разглеждат като точкови частици. Тоест, гравитонът е вид приближение към реалността, което може да се използва в областта на ниските енергии.

## Гравитационно поле и гравитационно взаимодействие
В Общата теория на относителността се предполага, че гравитационното поле се създава от изкривяването на пространството.
Като начало нека предположим, че пространството не е празно, а е изпълнено с вакуум, който пренася 
електромагнитното и гравитационното полета и взаимодействия. Взимайки под внимание откъде се взимат електрическите заряди при раждането на електрон-позитронна двойка, и какви трябва да бъдат свойствата на средата, която пренася  електромагнитното поле, то ние можем да предположим, че вакуумът може да се представи  като кристал  или течност, построени от динамиди, които са диполчета от безмасови противоположни електрически заряди. От този физически модел може да се предположи, че вакуумът  е някакъв лесно поляризуем диелектрик. Тъй като масовите елементарни частици съдържат един или два електрически заряда, то когато елементарните частици се намират във вакуум, техните електрически полета поляризират диелектрика и изкривяват неговата решетка. Това изкривяване възбужда квадруполна поляризация на вакуума, която създава гравитационното електромагнитно поле. Именно това поле предизвиква гравитационното взаимодействие. Тъй като квадруполното поле се създава от двоен дипол, то това има ъглов момент 2, който е два пъти по-голям от ъгловия момент 1 на диполното електромагнитно поле. От този нагледен физически модел можем да разберем защо гравитационното взаимодействие е толкова слабо (около 10-40 пъти по-слабо от електромагнитното).
|  | Тази страница частично или изцяло представлява превод на страницата „Гравитон“ в Уикипедия на руски. Оригиналният текст, както и този превод, са защитени от Лиценза „Криейтив Комънс – Признание – Споделяне на споделеното“, а за съдържание, създадено преди юни 2009 година – от Лиценза за свободна документация на ГНУ. Прегледайте историята на редакциите на оригиналната страница, както и на преводната страница, за да видите списъка на съавторите. ВАЖНО: Този шаблон се отнася единствено до авторските права върху съдържанието на статията. Добавянето му не отменя изискването да се посочват конкретни източници на твърденията, които да бъдат благонадеждни. |